# La marca del muerto
La marca del muerto es una película de terror mexicana de 1961 escrita por José María Fernández Unsáin, dirigida por Fernando Cortés y protagonizada por Fernando Casanova, Sonia Furió y Rosa María Gallardo.

## Trama
Un doctor es capturado y sentenciado por la muerte de varias jóvenes que usó en su búsqueda de la inmortalidad.

## Reparto
- Fernando Casanova como Dr. Malthus / Gonzalo Malthus
- Sonia Furió como Rosa
- Rosa María Gallardo como Última raptada
- Guillermo Cramer como Inspector de policía
- Aurora Alvarado como Luisa
- Juan José Martínez Casado como Alcalde
- Pedro De Aguillón como Capellán
- Ana María Aguirre como Primera víctima (no acreditado)
- Lucha Altamirano como Madre de Rosa (no acreditada)
- Elisa Asperó como Sra. Meléndez (no acreditada)
- Rafael Banquells hijo como Papelerito (no acreditado)
- Magdaleno Barba como Policía de prisión (no acreditado)
- Guillermo Bravo Sosa como Remigio (no acreditado)
- Edmundo Espino como Antonio (no acreditado)
- Bucky Gutierrez como Sirvienta (no acreditada)
- Armando Velasco como Tío de Rosa (no acreditado)